# История острова Мэн

Топографическая карта острова Мэн

Историю острова Мэн можно разделить на три основных периода — кельтский период, скандинавский период (период викингов) и британский период.

## Этимология названия
Точная этимология названия острова неизвестна. По-гэльски остров назывался Ellan Vannin (ellan значит «остров»). Самая старая известная форма названия Мэн — Manu или Mana. В своих «Записках о галльской войне» Юлий Цезарь упоминает остров Мэн (остров, который лежит на полпути между Британией и Ирландией) под названием Mona.

## Предыстория
Остров Мэн возник примерно 85 000 лет назад (эпоха мезолита), когда в результате таяния ледников был затоплен перешеек, соединявший остров Мэн с Великобританией (в это же время островом стала и сама Великобритания, которая до этого соединялась с Евразией). Точное расположение перешейка между островом Мэн и Великобританией неизвестно до сих пор.

## Кельтский период

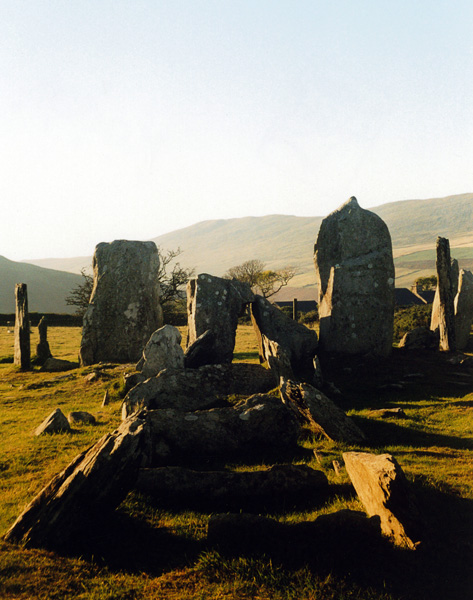
Доисторический мегалитический комплекс «Замок на высоте» (Cashtal yn Ard), Рамси.

О раннем заселении острова людьми свидетельствуют мегалитические сооружения эпохи неолита. Такие сооружения есть, например. в окрестностях Рамси.
Римляне, завоевавшие Британию, не заинтересовались островом Мэн и не создали там постоянную колонию, об этом свидетельствует крайне небольшое количество римских артефактов, найденных на острове.
Раньше считалось, что король Ольстера Баэтан мак Кайрилл в VI веке пытался завоевать остров, но теперь историки полагают, что на самом деле описанные в хрониках события происходили в районе Ферт-оф-Клайд и Ферт-оф-Форт (Шотландия). Имеются сведения о завоевании островов Мэн и Англси королём Нортумбрии — Эдвином, в 616 году. Но даже если эти сведения соответствуют действительности, англичанам всё равно не удалось закрепиться на острове Мэн, и они не оказали влияния на его историю.

### Обращение островитян в христианство[6]
В соответствии с легендой, христианство было принесено на остров Мэн святым Патриком (покровителем Ирландии). В любом случае, остров был рано обращён в христианство. Предположительно, остров был крещён в начале VI века. Миссионерами скорее всего были ирландцы.
Миссионеры построили на острове много небольших капелл (keeills). Священник молился внутри, но проповеди и обряды проводились снаружи здания. Сохранились упоминания о 174 таких капеллах. В настоящее время идентифицированы остатки только 35 капелл. Большинство из них были перестроены в последующие эпохи. Например на основе древних капелл были построены церкви Kirk Maughold и Kirk Christ Malew.

## Скандинавский период
Норманны появились в Ирландском море в конце VIII века. Между 800 и 815 годами викинги совершали набеги на остров, во второй половине IX века они основали на острове свои поселения и подчинили остров своей власти. Между 850 и 890 годами остров подчинялся скандинавским королям Дублина, а между 890 и 1079 годами — графам Оркнейских островов. На протяжении всего скандинавского периода остров формально был вассалом Норвегии, но фактически норвежцы почти не вмешивались в дела острова.
Влияние викингов на культуру населения острова было не очень значительным, о чём свидетельствует факт сохранения кельтского языка острова.
В 1079 году произошла битва при Скайхилле и остров Мэн вошёл в состав королевства Мэн и (других) островов (Kingdom of Mann and the Isles), первым правителем которого был Годред Крован (Godred Crovan). В 1164 году королевство разделилось на два отдельных государства: Королевство Островов (также Королевство Гебрид) и Королевство Мэн.
Резиденция королей острова располагалась в замке Пил, который был перестроен викингами из древнего кельтского монастыря.
В 1265 году остров Мэн был завоёван шотландцами. В результате Пертского договора между Норвегией и Шотландией (подписан 2 июля 1266 года), Норвегия отказалась от притязаний на остров Мэн, который формально вошёл в состав Шотландии, но только в 1275 году, после битвы Роналдсуэй рядом с Каслтауном, шотландцы установили фактический контроль над островом.

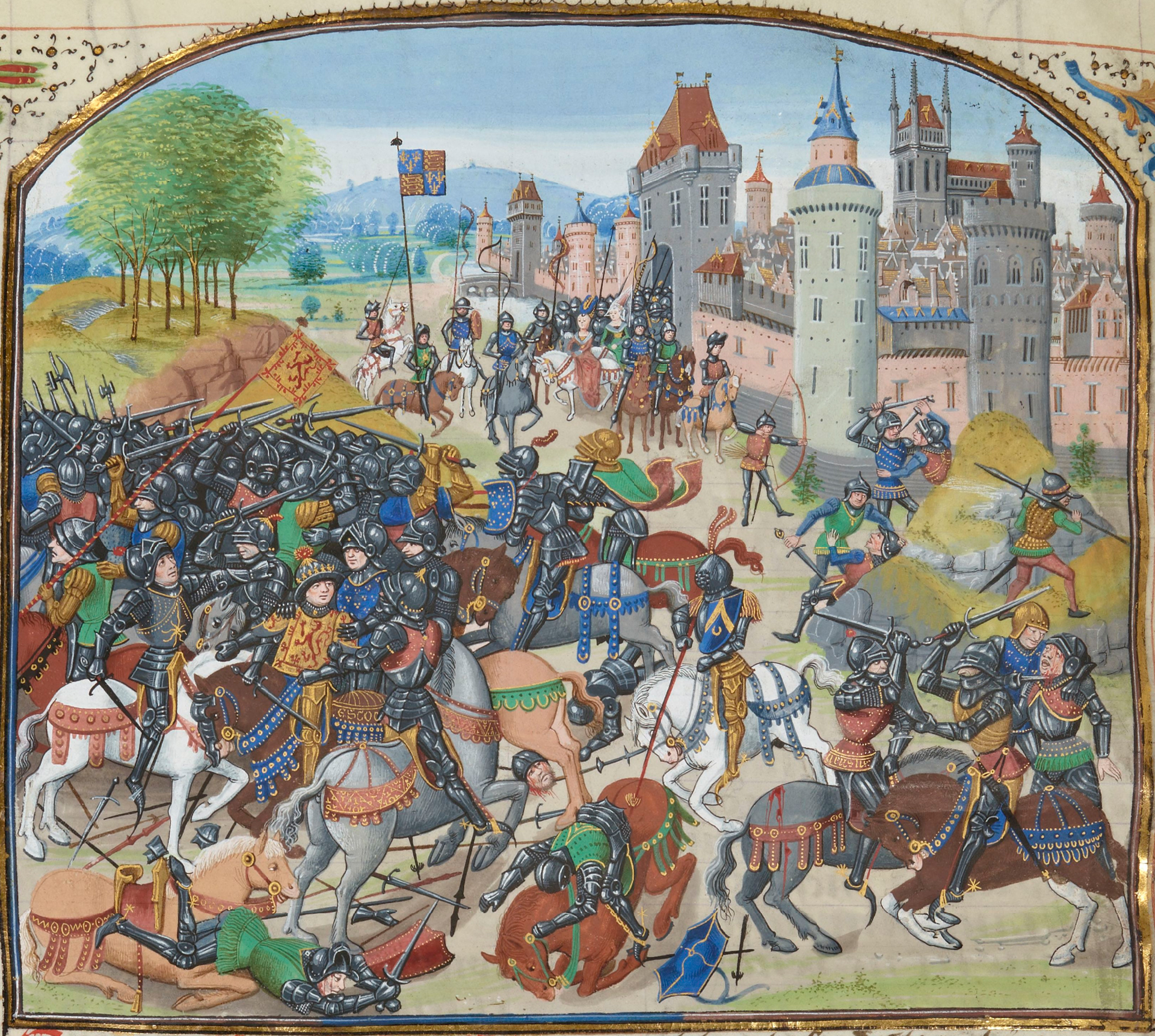
Битва при Невиллс-Кроссе. Репродукция рукописи Фруассара XV в.

## Британский период
На протяжении первой половины XIV века остров Мэн неоднократно переходил от Англии к Шотландии и наоборот. Англия окончательно утвердилась на острове после того, как 17 октября 1346 года Шотландия потерпела поражение в битве при Невиллс-Кроссе.
Во второй половине XIV века английские короли то отдавали остров Мэн своим вассалам, то возвращали остров под свой непосредственный контроль. В 1405 году английский король Генрих IV передал остров в пожизненное владение Джону Стэнли (John Stanley), а в следующем году остров перешёл в феодальное владение династии Стэнли. Члены династии Стэнли носили титул короля острова Мэн до 1504 года, после этого они носили титул лорда острова Мэн.
Владельцы редко посещали свой остров, фактически островом правили назначенные ими губернаторы.
Во время английской революции, в 1643 году, английский король Карл I приказал тогдашнему лорду острова Джеймсу Стэнли отправиться на остров для усмирения революционных настроений, которые назревали там. В поддержу ему были выделены английские солдаты. Стэнли и его гарнизон установили на острове жёсткую власть, ограничив свободу жителей. С другой стороны он помогал жителям, например по его приказу на остров прибыли английские мастера, которые обучали местных жителей полезным ремёслам.
Через шесть месяцев после смерти короля Карла Стэнли получил от Генри Айртона приказ о сдаче острова под контроль сил парламента. Стэнли отказался, и в августе 1651 года он покинул остров со своей армией с тем, чтобы присоединиться к армии короля Карла II. В Битве при Вустере войска короля потерпели поражение, Стэнли был захвачен в плен и вскоре казнён.
В 1660 году, после восстания Вильяма Кристиана (William Christian, более известен под мэнским именем Illiam Dhone) и короткого периода, когда лордом острова был назначенный Оливером Кромвеллем Томас Фейрфэкс (Thomas Fairfax), на острове была реставрирована династия Стэнли.
В 1704 году Тинвальд принял важный закон, известный как акт о поселении (Act of Settlement). До этого вся земля на острове считалась собственностью лорда. Крестьяне не имели права продавать, покупать или дарить свои земельные наделы без разрешения лорда. Получение такого разрешения сопровождалось уплатой большой пошлины. Акт о поселении закрепил за жителями острова право на вечное владение своими земельными участками, на условии выплаты небольшой ренты. Пошлины на продажу, покупку и наследование земли были значительно снижены.
В XVIII веке среди жителей очень популярным занятием стала контрабанда. Британское правительство не могло дальше смотреть на неавторизованную торговлю сквозь пальцы, и в 1765 году британский парламент принял акт, в соответствии с которым остров был выкуплен у лорда за семьдесят тысяч фунтов. Таким образом у английских властей стало больше возможностей по борьбе с контрабандой.
Лорды острова не утратили, однако, все свои привилегии. Они сохраняли маноратные права до 1828 года. В 1828 году лорд острова продал маноратные права британскому правительству.
В 1866 году острову было предоставлено право на более широкое самоуправление (Home Rule).